# Södermanlands runinskrifter 247
Runinskrift Sö 247 är två, nu försvunna runstensfragment som påträffades 1891 i en grusgrop intill gården Ålstas huvudbyggnad i Tungelsta och Västerhaninge socken, Haninge kommun och Sotholms härad på Södertörn.

## Fragmenten
Fragmenten fotograferades av Erik Brate år 1900 och de var då upplagda på något som liknar en malsten framför en lada. Gustaf Jacobsson som sett båda fragmenten och bodde i granngården Vadet, var helt övertygad om att bitarna kom från två helt olika runstenar. Den större biten hade nedanstående text, samt en inristad tupp av samma slag som Sö 245 vid Vadet. Båda gårdarna låg utmed samma åförbindelse.  
Tuppen, eller hanen som man också säger, står ovanpå ett ringkors. Ordet "hane" som åsyftar skogstupparna orre och tjäder ligger till grund för ortnamnen Hanveden och Haninge. Ytterligare en sådan tuppristning är Sö 270 i Tyresta. 
På den mindre biten återstod endast en stump av en sliga med runorna "in".

## Inskriften
Runsvenska: ...anutr --istu : st...
Nusvenska: Anund reste stenen.

## Källa
- Runinskrifter i Haninge, Harry Runqvist, 1975, Haninge Hembygdsgille